# Cảnh quan thiên nhiên của Ba Lan
Loại hình cảnh quan thiên nhiên của Ba Lan - phân chia cảnh quan thiên nhiên của Ba Lan thành các đơn vị phân cấp riêng lẻ.
Jerzy Smoleński đã trình bày mô tả đầu tiên về cảnh quan ở Ba Lan vào năm 1912, dựa trên cơ sở sinh lý học. Năm 1922, Stanisław Lencewicz đã tách sáu loại cảnh quan được hiểu là một tập hợp các thành phần liên quan đến tự nhiên. Một khái niệm khác của Adam Wodziczka (1932, 1950) đã chứng minh rằng phương pháp cảnh quan bao gồm:
- sinh học cảnh quan, hoặc phân tích cách thức hoạt động của cảnh quan và các liên kết giữa các thành phần của nó
- chăm sóc và vệ sinh cảnh quan, tức là bảo vệ và định hình
- canh tác cảnh quan, hoặc sự phát triển cảnh quan.

Phân chia toàn diện đầu tiên được trình bày vào năm 1960 bởi Jerzy Kondracki. Ông cho rằng yếu tố tạo cảnh quan chính là địa hình, có liên quan mật thiết đến cấu trúc địa chất. Mối quan hệ này xác định sự khác biệt giữa các thành phần khác của hệ thống cảnh quan, tức là nước, đất, thảm thực vật và thế giới động vật. Bộ phận bao gồm các lớp, loại, kiểu và phong cảnh.
Năm 1984, một phiên bản mới của phân chia cảnh quan của Ba Lan đã được tạo ra, được phát triển bởi một nhóm các nhà khoa học từ các trung tâm khoa học trên khắp đất nước dưới sự chỉ đạo của Jerzy Kondracki và Andrzej Richling. Có những vật liệu mới và một thang đo chính xác, giúp có thể tinh chỉnh phân loại trước đó. Một lớp cảnh quan của thung lũng và vùng trũng đã được thêm vào, cảnh quan của vùng đất thấp và núi đã được thay đổi, loại cảnh quan đã được thay đổi và làm phong phú thêm. Việc phân chia được thực hiện trên cơ sở các tính năng vượt trội, giả định rằng các yếu tố khác nhau chiếm ưu thế trong các tình huống khác nhau.
Phân chia cảnh quan hiện tại bắt đầu từ năm 1992, được phát triển bởi Andrzej Richling. Nó được sửa đổi một chút và đơn giản hóa. 
| Loại                                           | Kiểu                                    | Các tính năng                           | Các tính năng                                         | Các tính năng               |
| Loại                                           | Kiểu                                    | đất                                     | nước                                                  | thảm thực vật tiềm năng     |
| 1. Phong cảnh vùng đất thấp                    |                                         |                                         |                                                       |                             |
| 1.Băng hà                                      | Đồng bằng và lượn sóng                  | đất nâu, đen                            | có thay đổi, một số cấp độ, có hồ và đầm lầy          | rừng rụng lá                |
| 1.Băng hà                                      | đồi                                     | nâu, đất hoàng thổ, gỉ                  | có thay đổi, có hồ và đầm lầy                         | rừng rụng lá, rừng hỗn giao |
| 1.Băng hà                                      | đồi thị                                 | gỉ, màu đất hoàng thổ, hiếm khi màu nâu | sâu                                                   | rừng hỗn hợp, rừng rụng lá  |
| 2. Băng vuông góc                              | Đồng bằng và lượn sóng                  | màu gỉ, màu đất hoàng thổ               | độ sâu khác nhau                                      | rừng hỗn hợp, rừng rụng lá  |
| 2. Băng vuông góc                              | đồi                                     | gỉ, đất podzol                          | có thay đổi, với ưu thế sâu                           | rừng hỗn hợp                |
| 2. Băng vuông góc                              | đồi thị                                 | gỉ, đất podzol                          | sâu                                                   | rừng thông, rừng hỗn giao   |
| 3. Băng tan                                    | Đồng bằng và lượn sóng                  | đất podzol, gỉ                          | sâu                                                   | rừng khô, rừng hỗn giao     |
| 4. Aeilian                                     | đồi                                     | hồ sơ liệt kê và chưa phát triển        | sâu không đều                                         | rừng khô của cây thông      |
| 4. Aeilian                                     | đồi thị                                 | hồ sơ liệt kê và chưa phát triển        | sâu                                                   | rừng khô của cây thông      |
| 2. Phong cảnh cao nguyên và vùng núi thấp      |                                         |                                         |                                                       |                             |
| 1. Hoàng thổ - aeilian                         | Cao nguyên phân tầng ít                 | đen, nâu, đất hoàng thổ                 | sâu, không có mạng lưới bề mặt                        | rừng rụng lá, gỗ sồi        |
| 1. Hoàng thổ - aeilian                         | Cao nguyên phân tầng mạnh               | nâu, đất hoàng thổ                      | mạng lưới sâu, hiếm, cố định, dày đặc                 | rừng rụng lá, gỗ sồi        |
| 2. Đá vôi và thạch cao - ăn mòn                | Khối đá dày đặc                         | Đất giàu vôi, nâu, đất hoàng thổ        | nước dưới lớp đá vôi không có mạng lưới bề mặt        | rừng rụng lá, gỗ sồi        |
| 2. Đá vôi và thạch cao - ăn mòn                | Những ngọn đồi thấp, biệt lập           | Đất giàu vôi, đất hoàng thổ, nâu        | nước dưới lớp đá vôi                                  | rừng rụng lá, rừng hỗn giao |
| 2. Đá vôi và thạch cao - ăn mòn                | Gợn sóng                                | nâu, Đất giàu vôi                       | vùng nước dưới lớp đá vôi, mạng lưới bề mặt hiếm      | rừng rụng lá, gỗ sồi        |
| 3. Khoáng silicat và đất sét cao lanh - ăn mòn | chân đồi                                | nâu, gỉ, màu đất hoàng thổ              | gạch, bề mặt lớn hoặc thoát nước bề mặt phụ           | rừng hỗn hợp, rừng rụng lá  |
| 3. Khoáng silicat và đất sét cao lanh - ăn mòn | Đồi đơn                                 | gỉ, nâu                                 | cạn                                                   | rừng hỗn hợp, rừng rụng lá  |
| 3. Phong cảnh núi trung và cao                 |                                         |                                         |                                                       |                             |
| 1. Núi trung bình - xói mòn                    | Núi thấp                                | núi nâu                                 | nông, chảy ra dòng lớn                                | linh sam và rừng sồi        |
| 1. Núi trung bình - xói mòn                    | Núi cao                                 | núi trên các nền đá khác nhau           | cạn, dòng chảy rất lớn, mạng lưới nước bề mặt dày đặc | rừng vân sam                |
| 2. Núi cao - xói mòn và băng hà                | Subalpine (thông núi)                   | núi trên các nền đá khác nhau           | nông, dòng chảy rất lớn                               | thông núi                   |
| 2. Núi cao - xói mòn và băng hà                | Núi cao (núi)                           | núi trên các nền đá khác nhau           | nông, dòng chảy rất lớn                               | đồng cỏ núi                 |
| 2. Núi cao - xói mòn và băng hà                | Subalals                                | tình trạng thiếu                        | dòng chảy bề mặt rất mạnh                             | thiếu                       |
| 4. Phong cảnh thung lũng và vùng trũng         |                                         |                                         |                                                       |                             |
| 1. Vùng ngập nước của thung lũng - tích lũy    | Lũ lụt ở vùng thấp và vùng cao          | đất phù sa                              | nông, ngập định kỳ                                    | rừng ngập nước              |
| 1. Vùng ngập nước của thung lũng - tích lũy    | lũ ở đồng bằng và miền núi              | đầm lầy và phù sa                       | nông, ngập định kỳ                                    | rừng ngập nước, rừng lá kim |
| 2. Ruộng bậc thang - tích lũy                  | Ruộng bậc thang ở vùng thấp và vùng cao | gỉ sét                                  | độ sâu không bằng nhau, không có mạng lưới bề mặt     | rừng thông                  |
| 2. Ruộng bậc thang - tích lũy                  | Ruộng bậc thang ở vùng núi              | núi gỉ và nâu                           | có thay đổi, sâu                                      | rừng lá kim, rừng rụng lá   |
| 3. Đồng bằng - tích lũy                        |                                         | đất phù sa                              | cạn                                                   | rừng ngập nước              |
| 4. Đồng bằng đầm lầy - tích lũy                |                                         | lầy lội                                 | nông và rất nông                                      | rừng đầm lầy                |
| 5. Thung lũng ở vùng cao và vùng núi - xói mòn |                                         | gỉ, nâu, renzin                         | có thay đổi, sâu, một phần nước dưới lớp đá vôi       | rừng lá kim, rừng rụng lá   |